# Muhammad Ameen Ahmad Kamal
Muhammad Ameen Ahmad Kamal, né le 5 juin 1995 à Bukit Baru, est un coureur cycliste malaisien. Son frère jumeau Muhammad Ameer est également coureur cycliste.

## Biographie
Muhammad Ameen Ahmad Kamal commence le cyclisme à l'âge de 16 ans, dans sa ville natale de Bukit Baru, en compagnie de son frère jumeau Muhammad Ameer. En 2014, les deux frères décident de quitter leur région de naissance pour l'État de Terengganu, afin de poursuivre leur carrière.
En 2017, il remporte la médaille d'or du contre-la-montre par équipes des Jeux d'Asie du Sud-Est, avec la délégation malaisienne,. 

## Palmarès
- 2017
  -  Médaillé d'or du contre-la-montre par équipes aux Jeux d'Asie du Sud-Est